# Theta1 Microscopii
Theta1 Microscopii (65 Microscopii) é uma estrela na direção da constelação de Microscopium. Possui uma ascensão reta de 21h 20m 45.58s e uma declinação de −40° 48′ 34.2″. Sua magnitude aparente é igual a 4.80. Considerando sua distância de 186 anos-luz em relação à Terra, sua magnitude absoluta é igual a 1.01. Pertence à classe espectral A2p. É uma estrela variável α² Canum Venaticorum.